# Karol Kisel
Karol Kisel est un footballeur slovaque né le 15 mars 1977 à Košice.

## Carrière
- 1996-1998 : Lokomotíva Košice  Slovaquie
- 1998-1999 : Ozeta Dukla Trenčín  Slovaquie
- 2000-2003 : Bohemians Prague  République tchèque
- 2003-2005 : Slovan Liberec  République tchèque
- 2005-2008 : Sparta Prague  République tchèque
- 2009-2010 : Sydney FC  Australie
- 2010-2011 : Slavia Prague  République tchèque
- 2011-2012 : Sydney FC  Australie
- 2012-2013 : Slavia Prague  République tchèque